# Rubus tzemiensis
Rubus tzemiensis är en rosväxtart som beskrevs av Juzepczuk. Rubus tzemiensis ingår i släktet rubusar, och familjen rosväxter. Inga underarter finns listade i Catalogue of Life.